# Ardisia wightiana
Ardisia wightiana är en viveväxtart som först beskrevs av Nathaniel Wallich och A. Dc., och fick sitt nu gällande namn av Carl Christian Mez. Ardisia wightiana ingår i släktet Ardisia och familjen viveväxter. Inga underarter finns listade i Catalogue of Life.